# 마틴을 위한 노래
《마틴을 위한 노래》영어: A Song for Martin)/(스웨덴어: En sang for Martin)는 2001년에 개봉한 스웨덴 영화이다.

## KBS 성우진 (2004년 10월 17일)
- 안종국 - 마틴(스벤 볼터)
- 장유진 - 바바라(비베카 세달)
- 유만준 - 의사
- 탁원제 - 하트만
- 최문자 - 겔리치 박사(크리스티나 퇴른크비스트)
- 김영민 - 비더만(라인 브라이놀프슨)
- 임성표 - 시장
- 홍승섭 - 필립(피터 앤맨)
- 배정미 - 엘리자베스(리사 벨린데르)
- 주유랑 - 카린(린다 칼그렌)
- 이원준 - 에릭(클라스 달스테트)
- 김민아 - 엘린